# 西河头地道战遗址
西河头地道战遗址，位于中国山西省定襄县西河头村，为抗日战争、第二次国共内战时期的当地民兵与武工队的防御工事。
其地道为1942年开凿，1947年形成规模。全长五千米，南、北、中3条主干线横贯东西，共有52条支线分布全村。上中下三层，分别为联通工事、指挥休息室和武器库。